# タクマ・神野のどーゆーふー
『タクマ・神野のどーゆーふー』（タクマ・じんののどーゆーふー）は、東海ラジオで2017年10月2日から2022年9月23日まで放送されていたラジオ番組。

## 概要
2017年秋に実施された東海ラジオの大型改編に伴い、放送開始。
パーソナリティは、東海ラジオで長くワイド番組のMCとして出演してきたタクマと 神野三枝が起用された。タクマと神野はこれまでレギュラー番組で共演することはなかった。ただし、約20年前（1990年代）にコンビを組んでレギュラー番組を組むはずだったが、タクマは『かにタク言ったもん勝ち』に、神野は『宮地佑紀生の聞いてみや〜ち』にそれぞれ出演が始まり、双方の番組が前後かつ長寿番組となったため、『みや～ち』終了後しばらく神野が活動を休止していたことなども重なって番組で共演する機会がなかった。タクマ・神野はともに「一緒に番組やりたいねえ」と言い続けていたという。
なお、タイトルの「どーゆーふー」とは、タクマが『かにタク言ったもん勝ち』などで多用した「まあ、どういう風〜!?」というセリフが元ネタとなっている。
2022年のナイターシーズンオフの番組改編に伴い、9月23日をもって放送終了することが発表された。当枠は分割され、かつ直後のワイド番組『OH! MY CHANNEL!』などとの時間調整を行ったうえで、9:00 - 11:00は『Paradise』となり、神野のソロパーソナリティとなる。11:00 - 13:00は『LIFE HACKERS!』となり、こちらは『SUNDAY FUNDAY!』のパーソナリティである南城大輔が担当。タクマは『NORINORIあふたぁぬーん』以来29年間にわたって日中帯の帯を担当してきたが、当番組終了をもって一旦ピリオドを打ち、『かにタク』に専念する。

## 放送時間
- 平日 9:00 - 12:00

### 特別対応
- 2019年5月1日：9:00 - 11:00、11:30 - 12:00
特別番組『報道スペシャル 天皇陛下 即位のお言葉』（ニッポン放送制作）を11:00 - 11:30に挿入したため、放送時間を分割。

## パーソナリティ
- タクマ
  - 2017年9月まで同枠で放送されていた『タクマのHAPPY TIMES!!』（略称「ハピタイ」）より続投。
- 神野三枝
  - 2016年6月までは昼ワイド『宮地佑紀生の聞いてみや〜ち』のメインパーソナリティだった。

### 代演
- 2019年2月25日：きくち教児 - タクマが都若丸プロデュース「OTOKO祭り」に出演するため[2]
- 2019年2月26日：小島一宏 - タクマが前年8月に負傷した膝の治療のため[2]
- 2019年3月8日：原光隆（当時、東海ラジオアナウンサー）、堀真理子 - タクマ・神野が番組ツアー「タクマ・神野と行く!!めくるめく!大阪･淡路･四国の旅!」参加のため
- 2019年4月9日：小島一宏 - タクマが神戸・新開地劇場での「都若丸誕生日特別公演」に出演するため[3]
- 2019年8月13日：原光隆（当時、東海ラジオアナウンサー） - タクマが膝の手術による入院加療のため
- 2019年8月14・15日：小島一宏 - タクマが膝の手術による入院加療のため
- 2020年1月31日：森由貴子 - 神野の体調不良（胃腸風邪）のため[4]
- 2020年2月17日：原光隆、山崎聡子（東海ラジオアナウンサー） - タクマ・神野が番組ツアー「タクマ・神野と楽しむ!!DoYou（ど～ゆ～）グアム?!」参加のため
- 2020年2月18日：原光隆、さきみき（元東海ラジオレポートドライバー） - タクマ・神野が番組ツアー「タクマ・神野と楽しむ!!DoYou（ど～ゆ～）グアム?!」参加のため
- 2020年5月5・6・11日：原光隆 - タクマが気管内アレルギーで発声が困難になったため
- 2020年5月7・8日：小島一宏 - タクマが気管内アレルギーで発声が困難になったため
- 2020年5月25日：森貴俊（東海ラジオアナウンサー） - タクマがアレルギーの検査のため
- 2022年3月21日：小島一宏 - タクマが私用で大阪に行ったため
なお、直前番組の『小島一宏 モーニングッド!』のパーソナリティである小島、森は、直前番組のエンディングまで出演した後、本番組に引き続き出演している。

## 主なコーナー・番組の流れ
- 番組ホームページによれば、

としている。
- 前番組の『ハピタイ』のスタンスと同様にリスナーから投稿されたEメール・FAXを元にしてトークが行われるが、視聴者参加の電話でのクイズコーナーや、リスナーからの投稿は毎日テーマを決めた形で進行するなど神野が以前担当していた『聞いてみや〜ち』の流れも汲む形となっている[注 2]。
- 「かにタク」「ハピタイ」では不定期で番組内に挿入されていた「飛びこみマイク」（レポートドライバーによる中継レポート）が、番組開始から2020年3月まで毎日1・2回番組内に挿入されるようになった（後述）。
- このほか、合間に後述の「ジャパネットたかたラジオショッピング」など、「かにタク」「ハピタイ」と同様にスポット商品のラジオショッピングコーナーを多く挟んでいる。

### コーナーなど

#### 今日のど～ゆ～ふ～
- 毎日旬のニュース（堅苦しくない話題が多い）を取り上げ、そのニュースを元に毎日のテーマを作成し9時台に発表。リスナーからEメール・FAXで投稿を募る。随時、タクマ・神野が投稿を紹介する[6]。毎時のスポンサーが付いているコーナー内で投稿が読まれた場合は、抽選で当該スポンサーの賞品が贈呈される。

#### エエで言ってみ!!
- 9時台。普段、中々口に出して言えない事、面と向かって言いづらい、伝え辛い気持ち、謝りたいけど謝れていない事など、誰にでも1つは有るだろうモヤモヤした気持ちを、リスナーが投稿を通じて告白するコーナー[6]。

#### はぴねすくらぶラジオショッピング
- 9時55分頃（ショッピングMCは若松晃が主に担当）。はぴねすくらぶ提供によるラジオショッピングで、前身の「かにタク」「ハピタイ」の流れと同様。

#### 教えて、ど～ゆ～ふ～
- 10時台。日替わりで、その道のプロを迎えて話を聞くトークコーナー[6]。基本的にスタジオ出演（吉本住みます芸人、城下のみ電話出演）[注 3]。
  - 月曜：食に関する情報 - 瀬山野まり（フードライター）
2018年9月24日までは、アジア諸国に住む吉本住みます芸人（出演芸人は月替わり）による海外情報
  - 火曜：介護の相談 - 小宮拓郎（高齢者住まいアドバイザー）
2022年3月22日までは、愛知県弁護士会所属の弁護士によるトラブル相談
  - 水曜：話題の書籍 - 丸善ジュンク堂書店栄店の店員
  - 木曜：最新の映画情報 - 松岡ひとみ（シネマパーソナリティ）[注 4]
  - 金曜：芸能情報の裏側 - 城下尊之（芸能レポーター）

#### ジャパネットたかたラジオショッピング
- 10時台に放送される。2019年9月までは11時台（30分頃）と2回放送されていた。ジャパネットたかた提供によるラジオショッピングで、前身の「かにタク」「ハピタイ」の流れと同様。ショッピングMCは主に馬場雄二、不定期で林佑美、福田琴絵（以前は10時台）、佐藤崇充（以前は11時台）がメインで担当している（福田、佐藤は2019年3月より担当）。
  - 2019年2月までは10時台は林、11時台は川渕綾乃がメインで担当していたが、林に関しては2019年3月以降もたびたび出演している。
  - 2019年10月からは1回分については、『小島一宏 モーニングッド!』（火・木曜）、『大澤広樹のドラゴンズステーション』（月・水・金曜）に分散して内包されている。

#### ドラ番!聴く中スポ
- 10時15分頃放送。東海ラジオと中日ドラゴンズとのオフィシャル・スポンサー契約締結により「ドラゴンズ ステーション」として、全ての自社制作ワイド番組でドラゴンズの情報を取り上げることに伴い、枠が設けられている。中日スポーツの記者がドラゴンズに関する情報を伝える。
  - 2019年4月より2020年3月までは「ドラ番!ムラカミスポーツ」として、同社スポーツアナウンサーの村上和宏（村上が出演できない場合は他のスポーツアナウンサー）がスタジオもしくは遠征先から電話で出演していた[7]。

#### 東海ラジオ エリア情報
- 木曜日10時台。2018年9月までは「東海ラジオ 支局情報」。東海ラジオの放送対象地域のうち岐阜・三重エリア（2018年3月までは三河も含まれていた）の情報を伝えるコーナー。

#### クイズ・他人のふたり
- 11時10分頃放送。2018年3月までパルネス・中駒産業がコーナースポンサーであった。リスナー2名が電話出演しクイズに挑戦する。オープニングBGMは『他人の関係』を使用。
  - 9時台の最後に予選の意味合いもある「ファーストクイズ」が出題され、正解者の中から2名が出演できる。
    - 以前は10時台の最後に出題されていた。東京2020オリンピックの開催に伴い、民放ラジオ99局統一番組『東京2020オリンピックリポート』が内包されるため、2021年7月23日から暫定的に9時台の最後に出題していたが、オリンピックが閉幕した8月9日以降も継続して9時台の最後に出題するようになった。

  - 本戦に出場するリスナー2名は電話越しでじゃんけんを行い、勝者が自身が回答するか、相手に回答させるか決定する権限がある。
    - じゃんけんはタクマの「最初はグー、じゃんけん～」の掛け声で行われる。この際、一部のリスナーは「チョキ」の代わりに「ピー」（東海地区で使われる「チョキ」のこと）と言うリスナーもいる。
    - じゃんけんに入る前に決まってタクマ（稀に神野）、さらに挑戦者がボケを入れることが多かったが、時間の尺の都合もあり2018年8月頃から「ボケ禁止」となっている。

  - 問題の難易度は「並」「上」に分かれており、正解の場合賞品はそれぞれに「並」の場合は現金1,000円、「上」の場合は現金2,000円が贈呈される。不正解の場合はそれぞれ繰り越しとなり、翌日分に上乗せされる。なお、不正解の場合は参加賞として、東海ラジオの最新タイムテーブルにタクマ・神野のサインと神野によるその日の問題にちなんだイラストを入れて送付される。
  - 聴取率調査週間（2017年12月は「プレミアムウイーク」）では、「並」「上」のほか「特上」コースも登場し、「特上」の場合はそれぞれ現金5,000円が贈呈された。一時期「特上」選択時にはファンファーレが流されたこともあった。
  - 2018年の正月三が日（1〜3日）では通常の「並」「上」コースではなく、一律でそれぞれ現金5,000円が贈呈される「お年玉」コースとして行われた。

#### この曲ってどーゆーふー
- 11時25分頃放送。2021年3月29日スタート。月曜日から金曜日まで毎日発表されるヒントをもとに、翌週水曜日に「ランチリクエスト」で放送される曲の歌手名・曲名を当てるクイズコーナー。このコーナーへの応募は、はがきのみの受付となっている。コーナーテーマ曲は、チェンタンソクの『トッポギとチヂミと私』。

#### ランチリクエスト
- 11時40分頃放送。企画ネットコーナー。リスナーのリクエスト曲を紹介する番組。前身の「かにタク」「ハピタイ」の流れと同様。

#### 中日新聞ニュース・東海ラジオ天気予報・東海ラジオ交通情報
- 10時台・11時台（いずれも50分頃）に放送。ニュース・天気予報は、当番の東海ラジオアナウンサー（主に酒井弘明、井田勝也、前野沙織、ナイターシーズン中の野球中継非番のアナウンサーが担当）または契約アナウンサーが原稿読みを担当。交通情報は日本道路交通情報センターの担当者が伝える。

#### エンディング
- BGMをバックに、プレゼント（後述）の当選者を発表する。「ハピタイ」と異なり、後番組の『源石和輝 ひるカフェ』のパーソナリティーとのクロストークは行われない。2人のお別れのあいさつ（「心に優しさを（タクマ）。唇に微笑みを（神野）。やる気、勇気、元気！（タクマ：「まー、どーゆーふー」）」）で番組終了。

### 過去のコーナー

#### それってそうなの?
- 2018年4月よりコーナー休止。放送当時は9時台。リスナーの家庭や職場などグループ内の内の常識を、他の方の常識と照らし合わせることで、分かってくる『面白さ』や『意外さ』などを発見するコーナー[6]。

#### 今日も元気だお達者クラブ
提供：あみーご倶楽部（株式会社センチュリークリエイティブ）
- 「ハピタイ」より継続。火曜日のみ10時35分頃に放送。高年齢リスナーからの毎日が楽しくなるような、時にはためになるような投稿を取り上げる。
ワイド番組当時の「かにタク」でも、2003〜04年頃まで「かにタクお達者倶楽部」というほぼ同様の趣旨のコーナーが放送されていた。

#### 飛びこみマイク
- 11時30分頃放送。レポートドライバーによる生中継のレポートコーナー。2020年4月以降、レポートドライバーが2名体制となったため、当番組内での放送枠は終了（『山浦ひさし!イチヂカラ!』内の14:30頃に統合）[8]。
- 2018年2月8日の放送で、タクマの妻でアシスタントを務めるみゆきが、タクマの芸能生活45周年を記念した公演『タクマ必笑ライブ23』の宣伝のために、タクマのマジックスタジオ（名古屋市東区）から出演している[9][10]。

### 箱番組
★印は前番組「ハピタイ」から継続したコーナー・箱番組。
- 堀田商事インフォメーション（火・木曜、9時台）★
タクマがCMキャラクターを務める堀田商事による同社の前日の貴金属（金・プラチナ）買取価格を案内するミニコーナー。2人により生でアナウンスされている。
- 生活情報〜歯、お元気ですか〜（月曜日、10時台）★【提供：中央歯科産業】 - 進行：成田香織
愛知県歯科医師会からの歯の生活情報番組。
- はいさい〜沖縄（火曜日 10時35分頃）★【提供：アドバンス電気工業ほか】 - 一時期名古屋鉄道も提供スポンサーに加わっていた。
名古屋在住の「美ら島沖縄大使」浜盛重則による沖縄の紹介コーナー。2022年3月以降、浜盛の病気療養（その後、2022年4月18日に浜盛が死去[11]）後は現地の関係者などと電話で繋いで沖縄各地を紹介する。
- スーパードクターに聞いたもん勝ち（木曜日、10:30頃）★【提供：名古屋ハートセンター】- 聞き手：森由貴子[注 5]
名古屋ハートセンター院長の大川育秀による健康相談。「ハピタイ」放送時は金曜日 11:20頃に放送。
- こんにちは愛知県です（第1・3木曜日、10時台）★
愛知県の行事や生活情報を紹介する広報コーナー。コーナーのはじめに「♪〜アイアイアイ〜アイ〜チ！」と愛知県オリジナルのジングルが放送される。

#### 過去の箱番組
- 過払い金、まるごとスッキリ法律相談（放送開始 - 2018年9月25日、火曜日 10時30分頃）★
弁護士法人プロフェクト法律事務所によるミニコーナー。「ハピタイ」放送時は月曜日10:40頃に放送。2018年10月改編で『はーさん! ねねの! すんどめ!』火曜13時台へ枠移動。
- 地球はみどり（放送開始 - 2018年9月29日、金曜日、10:35頃）【提供：花ごころ】[12]
『FINE DAYS!』火曜日15時台から放送枠移動（『タクマのNORINORIあふたぬーん』当時から同時間帯で放送されていた）。花や園芸に関する知識を紹介していく。また花や園芸に関する質問なども受け付けており、質問者全てに返答が来る仕組みとなっていた。長年放送されてきたが、2018年9月29日放送分をもってコーナーが終了した[13]。
- あなたの耳にいい話（毎月第2水曜日 10時30分頃）【提供：メガネの愛眼】
愛眼が制定した毎月13日の「聞こえの日（いーみみの日）」[14]にちなみ、耳の健康に関する話を伝えるコーナー。
- 食育ってどーゆーふー（毎月最終水曜日 10時30分頃）【提供：ショクブン】
- 神野美伽のオツな一日（放送開始 - 2020年9月30日[15]、9時35分頃）★【提供：愛昇殿】- 提供枠は、「桂小枝のキンコン冠婚」から同じ。
2020年4月6日より17日まで、神野美伽が頸椎の治療と療養のため休演[16]したことに伴い、代わりに神野三枝が案内役を務めていた。

- 牛に聞いてミルク!（放送開始 - 2021年3月26日、金曜日 10:40頃）★ 【提供:東海酪農業協同組合[注 6]】
「ハピタイ」内包時は「ハピタイ 牛に聞いてミルク!」として放送。牛乳に関する面白い話・役立つ話をパーソナリティが紹介していく。なおコーナー初期では、リスナーから募集した牛乳を使用したレシピを紹介していた。

- 城山敬康先生の眼科Q&A（放送開始 - 2021年11月26日、金曜日、10:30頃）★ - 聞き手：青山紀子

#### 特別対応
- 2019年4月24日 - 直前番組の『小島一宏 モーニングッド!』で内包されている「はくばく健康タイム 元気のみなもトーク」で、金曜日分の放送を流してしまう事故が発生。改めて当日分の「〜元気のみなもトーク」を9:00-9:05に挿入して放送したため、「〜どーゆーふー」の放送開始が5分繰り下げられて、9:05からの放送となった。
- なお、以下については、いずれも後続番組の『源石和輝 ひるカフェ』が特別番組の放送により休止、または『ひるカフェ』の特別番組編成となり、普段は「〜ひるカフェ」に内包している箱番組「氷川きよし節」を「どーゆーふー」の11時台の番組枠内で放送している。
  - 2018年5月3日 - 特別番組「母の詩2018〜母の日によせて〜」放送のため
  - 2019年5月3日 - 特別番組「母の詩2019〜母の日によせて〜」放送のため
  - 2019年5月6日 - 特別番組「さだまさしのラストヘイセイ！ヤング 令和さんいらっしゃい」（文化放送制作）放送のため
  - 2020年3月20日 - 特別番組「ひるカフェ ごみ育スペシャル」放送のため
  - 2020年5月3日 - 特別番組「母の詩2020〜母の日によせて〜」放送のため

### 時間枠のスポンサー

#### 期間限定
- 9時9分頃のスポットCM【提供：東海漬物】 - 同社のブランド「きゅうりのキューちゃん」に因み、毎年9月9日が「きゅうりのキューちゃんの日」である[注 7]ことから、8月下旬頃より同時間帯に時報（「9時9分をお知らせします」と告知）を兼ねたスポットCMを放送、オープニングトークとタイトルコールの間に挿入された。なおこれは前身の「かにタク」「ハピタイ」でも期間中放送されていた。
  - 2018年は「どーゆーふー」内のホームページにおいて、東海ラジオアナウンサーによる新商品を使ったレシピを随時公開していた。

#### 過去
- 10時の時報後の数分間【提供：大須ういろ・ないろ】 - 「かにタク」放送時から提供している。10時の時報後すぐにCMが流れ、その後、神野によるスポンサー紹介がある。長らく放送されてきたが、2020年3月末をもってスポンサー枠から撤退した。
- 11時の時報後の数分間【提供：Meitetsu BMW】 - 11時の時報に続き東海ラジオジングルの後にCMが流れる。

### 公開生放送
- 2019年2月11日 - 10:00-12:00、アスナル金山1階中央ステージで公開生放送。ゲスト：浜端ヨウヘイ（シンガーソングライター）
なお、9:00-10:00は東海ラジオスタジオで放送。タクマ・神野は9:50まで出演し、アスナル金山へ移動（「教えてどーゆーふー」については事前収録で対応）。二人の現地移動以降、本社スタジオは原光隆（東海ラジオアナウンサー）が進行を担当し「ジャパネットたかた ラジオショッピング」などのコーナーを随時挿入した。また、アスナル金山での前説は井田勝也（東海ラジオアナウンサー）が『歌謡曲主義』の番宣も兼ねて担当[17]し、その後、到着までの進行は同所で『源石和輝 ひるカフェ』の公開生放送を控えていた源石和輝（東海ラジオアナウンサー）が担当した。
「クイズ・他人のふたり」については、この日に限りリスナーからの応募を受け付けず、会場の観客から2名を選んで行った。

## 番組グッズ
- 番組特製キーホルダー
- 番組特製ステッカー（2018年4月より）
- 番組特製高いボールペン（2021年3月29日 - 2022年3月30日、「この曲ってどーゆーふー」クイズ正解者の中から毎週1名にプレゼント）
- 番組特製バブリーちゃん（2022年4月6日 - 、「この曲ってどーゆーふー」クイズ正解者の中から毎週1名にプレゼント）

## イベント
2017年
- 10月28日：公開収録「タクマ・神野のど～ゆ～ふ～ in リトルワールド」 - 野外民族博物館リトルワールド、アピタ・ピアゴ「世界まるごとHappyHalloween」とのタイアップ

2018年
- 3月21日：「キンレイプレゼンツ タクマ・神野のど～ゆ～ふ～スペシャルライブ」 - 東建ホール・丸の内
- 4月14日：「タクマ・神野のどーゆーふーマジックスペシャル in セントレア」 - 中部国際空港セントレア4Fイベントプラザ
- 11月17日：公開収録「タクマ・神野のど～ゆ～ふ～ 明治村スペシャル」 - 博物館明治村、アピタ・ピアゴ「ナゾトキ大作戦in明治村」とのタイアップ

2019年
- 3月8-10日：「タクマ・神野と行く!!めくるめく!大阪･淡路･四国の旅!」 - 番組初のツアー企画
- 3月21日：「キンレイプレゼンツ タクマ・神野のど～ゆ～ふ～スペシャルライブ」 - 東建ホール・丸の内

2020年
- 2月15-19日：「タクマ・神野と楽しむ!!DoYou（ど～ゆ～）グアム?!」 - 番組初の海外ツアー

2022年
- 8月20日-21日：「ひのとりで行く！リベンジマッチのど～ゆ～ふ～旅！真夏だから涼しいトコを観光しまっせツアー！」

## タイアップ

### キンレイとのコラボ商品
「かにタク」の毎年冬の風物詩となっているキンレイとのコラボレーション商品企画が、2017年以降は「ど～ゆ～ふ～」でも行われることとなった（同様に「かにタク」の「こだわり志の田うどん」も販売継続）。いずれの商品もタクマが商品開発に携わっている。東海三県（愛知・岐阜・三重）のアピタ・ピアゴのほか、キンレイ公式オンラインショップまたはキンレイへの電話による直接注文での販売。
なお、2019年冬はコラボ商品は発売されなかったが、2020年2月下旬に「志の田うどん」も含めた2種類が発売。販売経路もこれまでのキンレイ公式オンラインショップ、東海三県のアピタ・ピアゴに加え、イオン・マックスバリュ、V・drug等の各店舗に拡大された。
また、2021年・2022年は東海ラジオの関連会社が運営する「尾張温泉東海センター」の飲食コーナーでも「こだわり志の田うどん」と共に数量限定で提供されている。
2017年
- タクマのひきずり鍋風 鶏すき焼きうどん
名古屋近辺で食べられている「ひきずり鍋」をタクマ風にアレンジしたものを発売[19]。

2018年
- タクマのちゃんぽん 八丁味噌使用
鶏・豚の白湯スープに、八丁味噌とたまり醤油を合わせたもの[20]。

2020年
- タクマのちゃんぽん カレー風味[21]
ちゃんぽんスープをカレー風味にアレンジ（カレー味ではなく、カレー風味）。隠し味に八丁味噌を使用[22]。
販売は、東海三県のアピタ・ピアゴ、イオン・マックスバリュ、V・drug、カネスエ。

2021年
- タクマのこだわり出汁 ちゃんぽんうどん[23]
昆布・さば削り節・うるめ削り節・むろあじ削り節で取った出汁をベースにしたちゃんぽんスープに、少し細めでソフトな食感の麺を使用。
販売は、東海三県のイオン・マックスバリュ、V・drug、アピタ・ピアゴ。

2022年
- タクマのぶっかけきしめん
これまでの商品は冷凍具材を鍋で温めるタイプであったが、今回は電子レンジで麺を温め、冷水でしめる「冷やし麺タイプ」として発売。麺とつゆのみであるため、価格も1食150円程度となる。
焼あごとたまり醤油を使用し、節を効かせたストレートタイプのぶっかけつゆ。
販売は、東海三県のV・drug、イオン・マックスバリュ、アピタ・ピアゴ、ヤマナカ。
番組終了後の2023年3月、大好評につき再販された。（番組とのタイアップではなく、東海ラジオとのタイアップとなり、パッケージの写真もタクマ単独の写真に変更されている。）

## 番組アクション･用語集
やる気!勇気!元気!
- 「元気」の部分は拳を天に突き上げるアクションをする（『かにタク』や『ハピタイ』で行っていた「せぇ〜の〜ポン!」に近いアクション）。2017年10月9日放送のエンディングでタクマが「今日からエンディングを少し変えます」との触れ込みの元、以降はエンディングで行っている[注 8]。

## 特別番組
- タクマ・神野のこーてーなー ジャパネットスペシャル - 2017年11月11日 16:30 - 17:00、2018年12月2日 15:00 -、2019年1月12日